# Уніформологія
Уніформологія (з лат. uniformis, unis — «одна, єдина», forma — «форма»; і з грец. -λογία — «слово, вчення») — спеціальна історична дисципліна, що вивчає історію виникнення і розвитку, а також характерні особливості службової та, в першу чергу, військової форми одягу. Інші назви — мундирування, уніформоведення.

## Наука
Уніформологія є новою наукою, яка активно формується і розвивається і є тісно пов'язаною з іншими науковими дисциплінами — геральдикою, вексилологією, фалеристикою, емблематикою.

## Об'єкт уніформології
Об'єктом вивчення військової уніформології є предмети мундирування, спорядження та знаки відмінності, прийняті в різний час для військовослужбовців (у цивільній уніформології — державних службовців, чиновників), що дозволяють встановити приналежність до збройних сил конкретної держави, видів військ, з'єднань, частин і підрозділів, а також розрізняти їх за військовим званням (чинів, посад) його власника. Форма складається з предметів обмундирування, спорядження і знаків розрізнення, встановлених для військовослужбовців, саме це і є об'єктом дослідження уніформології.

## Джерельна база
Джерельною базою для уніформології служать законодавчі акти, накази, розпорядження, що регламентують комплектність, крайки, забарвлення уніформи та правила її носіння, фіскальні матеріали, офіційне і приватне листування. Окрему групу джерел складають мемуари очевидців, допомагають уточнити деталі військової форми та спорядження, що з'явилися в ході кампаній і часто нерегламентовані офіційними розпорядженнями. Використовуються також перекази, легенди, соціально-побутові та героїчні пісні, літописи, хроніки.
Також цінними джерелами в уніформології виступають зображальні матеріали: панорами битв, книжкові мініатюри, зображення на іконах, фресках, гербах, прапорах, на поштових марках та плакатах. Окремо слід відзначити схеми мундирів за військовим приписом, оскільки вони є найбільш достовірними та повними.
Військова уніформологія має широку сферу застосування. За її допомогою працівники кіно та телестудій, працівники театрів, художники, скульптори, письменники мають змогу достовірно відтворювати історичну дійсність. Також велике значення уніформологія має для співробітники музеїв оскільки дає можливість правильно атрибутувати музейні експонати. Знання з історії військового костюма необхідні для коректної атрибуції речових пам'яток та їх репродукцій, творів жанрового живопису і графіки, фотографій та кінодокументів. Також знання з історії військового костюма необхідні військовим фахівцям у моделюванні сучасного професійного одягу для збройних сил (з урахуванням як загальноприйнятих зразків, так і національних і регіональних військово-історичних традицій та досвіду).
Вивчення історії військового і цивільного костюму має своє практичне значення: правильна атрибуція музейних експонатів (реальних речей і творів живопису), встановлення особистостей історичних осіб, достовірне відтворення історичного минулого в живописі, театрі, кіно та літературі, а також в історичній реконструкції.

## Історичні відомості
Появу особливої військової уніформи пов'язують передусім із тим, що в давні часи було необхідно відрізняти своїх воїнів від вояків супротивника. Як відомо війська Давнього Єгипту, Вавилону, Ассирії, Китаю, Персії, Риму та Карфагену відрізнялися від інших армій своїм одягом, зброєю та головними уборами. Проте одноманітний військовий мундир бере свій початок тільки в XV ст. у західноєвропейських країнах. Він мав свої особливості. У зв'язку з тим, що озброєння й екіпіровка військ країн була близька за виглядом, у той час використовували спеціальні умовні знаки для позначення приналежності воїна до певного війська. Так, на початку XV ст. англійські війська носили червоні хрести на грудях і спині, французькі й швейцарські — білі, імперські німецькі війська — червоні хрести Св. Андрія або т. зв. бургундські. З утворенням регулярних національних армій в середині XVII ст. запроваджується однорідна, суворо регламентована форма одягу. Першою однаково обмундированою армією в Західний Європі вважається шведська за короля Густава Адольфа II (1611—1632). Його полки, які були споряджені і організовані за модерним принципом були названі «блакитні», «жовті» й «зелені» — за головним кольором їхнього одягу. У 1643—1645 рр. однорідна уніформа з'являється в Англії, а в 1647 у Франції. В українському війську впровадження регламентованої форми одягу припадає на період Гетьманщини (середина XVII — кінець XVIII ст.). Козацьким полкам уперше було приписано мундир у 1735 р. Зокрема, у «малоросійських» козаків до 1750-х років роль мундира виконував спідній каптан-жупан, що був одного фасону і кольору в усіх полках, тоді як колір і фасон верхнього одягу, штанів і шапок залишався на розсуд полкових командувачів. А в європейських та російській арміях роль мундира виконував каптан-жюстокор, що носився поверх камзола.

## Мундирознавство
Мундирознавство (або уніформознавство) — складова частина уніформології, яка вивчає типи й відмінності військових мундирів в описовому, упорядковувальному та каталогізувальному аспектах.
До предмету уніфомології входять такі питання вивчення історії мундира: колір, фасон, конструктивні особливості і склад матеріалів предметів військового строю, їх вартість, особливості носіння; питання походження та впровадження у війську як певних комплексів одягу, так і окремо взятих предметів обмундирування й амуніції, причини, умови і наслідки цього процесу; порядок заготовлення обмундирування і спорядження та забезпечення ними військ.

## Українська уніформологія
Зародження військової уніформології як наукової дисципліни припадає на кінець XIX — початок XX ст., коли з'явилися перші комплексні дослідження з історії військового костюма. Назва ж дисципліни (уніформологія або мундирологія) увійшла до вжитку у наукових колах України, Росії та Польщі у 80—90-х роках XX ст.
Уперше об'єктом наукового дослідження український військовий мундир став у другій половині XVIII — першій половині XIX ст., коли з'явилися перші наукові праці українських та російських істориків (О. Шафонський, В. Рубан, В. Ломиковський, Г. Квітка-Основ'яненко, М. Сементовський та ін.). В їх працях велика увага приділялась побуту українських військових формувань, їхньому одягу та озброєнню. Також важливою серед дореволюційних робіт є праця видатного українського вченого Д. Яворницького «Історія запорізьких козаків», окремий розділ якої автор присвятив одягові запорожців, розглянувши його еволюцію від появи козацтва до кінця XVIII ст. Під час Першої світової війни на західноукраїнських землях, в Австро-Угорщині, з'явилися студії, що торкалися проблем української військової уніформології. Так «Руська самооборона на Галицько-угорському пограниччу, 1848—1849» І. Кревецького є унікальною оскільк тільки в ній можна знайти опис мундиру «руських гірських стрільців» з репродукцію малюнка із зображенням справжнього одягу цих стрільців. Розвиток української воєнної уніформологі був перерваний з утвердженням радянської влади на території України, так як історія українських та російських військових формувань вважалася націоналістичним пережитком і була визнана ідейно шкідливою тематикою. У часи хрущовської «відлиги» в радянській Україні з'явилося кілька публікацій, присвячених українській військовій історії, зокрема козацько-гетьманського періоду. Так, В. Дядиченко у праці «Украинское казацкое войско в конце XVII — начале XVIII в.» (1959) та О. Апанович у монографії «Збройні Сили України першої половини XVIII ст.» (1969) коротко розглянули питання забезпечення одягом українських військових формувань кінця XVII — першої половини XVIII ст. Але з 1972 р. українська військова історія стала остаточним табу, і дослідження з цієї галузі знань були оголошені «націоналістичними». Взагалі за часів радянської влади українська військова історія майже не досліджувалася.
Серед досліджень незалежної України варто відмітити працю І. Свешникова «Битва під Берестечком», у якій є ґрунтовний та детальний опис арсеналу ручної вогнепальної і холодної козацької зброї, амуніції, кінське спорядження, окремо збережених елементів одягу. Не менш вагомими є дослідження В. Задунайського який досліджував війська УНР. Він дослідив систему розробок, запровадження та змін в уніформі всіх частин та рангів УНА УНР. Також вагомими є дослідження В. Лапіна, Є. Славутича та О. Сокирко.
Щодо України то з відновленням державного суверенітету у 1991 р. та створенням Збройних Сил України, розпочався процес вивчення і відродження національних військових традицій. На порядку денному постало питання творення нової військової символіки для національних Збройних сил, а відтак і широкомасштабна проблема створення нових військових одностроїв, які б не тільки відповідали сучасним вимогам до воєнного одягу, але й підкреслювали тяглість традицій національного війська, його досвід у творенні військових строїв, зв'язок сучасного українського війська із звитяжними віхами бойового минулого нашого народу. Реалізація вищезазначеного плану потребує залучити надбання вітчизняної воєнно-історичної науки та, зокрема, такої спеціальної дисципліни як військова уніформологія, теоретичні засади якої все ще знаходяться на стадії формування. Однак, сталося так, що розвиток військових строїв в Українській державі дотепер не був визначений у вітчизняній історіографії як самостійна наукова проблема та й досі залишається, з різних на то причин, одним з найменш вивчених розділів вітчизняної уніформології. Навіть історія «геральдичної» сторони однострою гетьманських збройних сил не отримала повного і достовірного висвітлення у вітчизняній історіографії. Українські та російські історики відзначились певними результатами в розробці досліджуваної проблематики, але їхні доробки не носять комплексного, цілісного характеру, бо висвітлюють тільки окремі аспекти, тематичні зрізи і хронологічні періоди та відзначаються фрагментарністю і поверховістю, й, що головне, вони не можуть слугувати надійним джерелом для атрибуції музейних експонатів та проведення воєнно-історичної реконструкції предметів побуту і сюжетів з вітчизняної історії XVII—XVIII ст.